# Mateusz Morawiecki
Mateusz Jakub Morawiecki (pronunciado /matéush yákup moraviétski/ en español; IPA: ['matɛwʂ 'jakup mɔra'vʲɛt͡skʲi]; nacido el 20 de junio de 1968) es un banquero, político, abogado e historiador polaco, primer ministro de Polonia de 2017 a 2023. Ha ocupado los cargos de vice primer ministro, ministro de Desarrollo y ministro de Finanzas en el gobierno de Beata Szydło. Entre 2007 y 2015 presidió el Bank Zachodni WBK.

## Biografía

### Primeros años
Mateusz Morawiecki nació el 20 de junio de 1968.
Su padre, Kornel Morawiecki, fue un activista opositor de la Polonia socialista. Con 12 años, Mateusz ya estuvo activo en la duplicación ilegal de panfletos políticos. En agosto de 1980, llenó las calles de Breslavia con ejemplares del Boletín de Baja Silesia, que contenía una lista de las reivindicaciones de Gdańsk así como un llamamiento a la huelga general en apoyo a las protestas que tenían lugar en el norte del país. Cuando se anunció la ley marcial, Morawiecki imprimió y distribuyó revistas clandestinas de Solidaridad. A pesar de las repetidas detenciones y palizas que sufrió a manos de la policía secreta (SB), siguió participando en manifestaciones políticas hasta finales de los ochenta. En 1988 y 1989, participó en una huelga en la Universidad de Breslavia.
Morawiecki se graduó de la Universidad de Breslavia (historia, 1992), la Universidad Politécnica de Breslavia (1993), la Universidad de Economía de Breslavia (administración de empresas, 1995), la Universidad de Hamburgo (derecho europeo e integración económica, 1995–1997) y la Universidad de Basilea (estudios europeos, 1995–1997). Durante sus estudios en la Politécnica de Breslavia, estudió en el extranjero en la Universidad Estatal de Connecticut Central de Estados Unidos y completó el programa ejecutivo avanzado de la Kellogg School of Management de la Universidad del Noroeste, también en Estados Unidos.

### Trayectoria profesional
En 1991, Morawiecki empezó a trabajar en la empresa Cogito y cofundó dos editoriales: Reverentia y Enter Marketing-Publishing. El mismo año, cofundó la revista “Dwa Dni” (Dos Días), de la que posteriormente sería presidente y editor jefe. En 1995 completó unas prácticas en empresa en Deutsche Bundesbank en análisis crediticio, restructuración financiera, supervisión bancaria y supervisión de mercados financieros. Entre 1996 y 1997, dirigió proyectos de investigación en el campo de la banca y la macroeconomía en la Universidad de Fráncfort. En 1998, en calidad de vicedirector del Departamento de Negociaciones de Adhesión del Comité para la Integración Europea, supervisó y participó en las negociaciones de la adhesión polaca a la Unión Europea en numerosas áreas, entre ellas la financiera.
Entre 1996 y 2004, fue conferenciante en la Universidad Económica de Breslavia, y entre 1996 y 1998 también lo fue en la Politécnica. Formó parte de consejos políticos de numerosas instituciones de educación superior. Entre 1998 y 2001, formó parte de la junta de la Empresa Energética de Wałbrzych, Dialog (un proveedor de servicios telefónicos) y la Agencia de Desarrollo Industrial. Entre 1998 y 2002, formó parte de la Asamblea Regional de Baja Silesia.
En 1998, empezó a trabajar para el Bank Zachodni, donde empezó su carrera como asesor del presidente de la junta. En 2001, tras la fusión de los bancos Zachodni y Wielkopolski Bank Kredytowy en el Bank Zachodni WBK, se convirtió en miembro del consejo de administración y en mayo de 2007 presidente de la junta.
Morawiecki es cónsul honorario de Irlanda en Polonia desde 2008. En 2013, fue galardonado con la Cruz de la Libertad y Solidaridad. Ha recibido otros muchos galardones de organizaciones tales como clubes económicos, universidades, editoriales e instituciones culturales.
Desde el 16 de noviembre de 2015, Morawiecki es vice primer ministro y ministro de Desarrollo en el gobierno de Beata Szydło. En marzo de 2016, se unió al partido Ley y Justicia; anteriormente, había ejercido como independiente.

#### Ministro de Finanzas, 2016–presente
El 28 de septiembre de 2016, Morawiecki fue nombrado ministro de Finanzas, con lo que estuvo al frente del presupuesto, las finanzas del gobierno, los fondos europeos y de la política económica general, ocupando así uno de los cargos más poderosos del gobierno de Beata Szydło.
Ya en 2016, Morawiecki esbozó el ambicioso Plan para el Desarrollo Responsable, conocido coloquialmente como el “Plan Morawiecki”, con el objetivo de estimular el crecimiento económico y aumentar los ingresos para financiar los planes de gasto del gobierno.
Los días 18 y 19 de marzo de 2017, Morawiecki participó en una reunión de ministros de Finanzas del G20 en Baden-Baden, siendo el primer representante de Polonia en una cumbre del G20.

#### Primer ministro
El 7 de diciembre de 2017, Morawiecki fue nombrado primer ministro de Polonia.

### Vida personal
Mateusz Morawiecki está casado con Iwona, con quien tiene cuatro hijos: Aleksandra, Jeremiasz, Ignacy y Magda. Es católico practicante y habla alemán e inglés, además de su lengua materna el polaco.

## Otras actividades
Mateusz Morawiecki es miembro ex officio de la Junta de Gobernadores del Banco Asiático de Inversión en Infraestructura y del Fondo Monetario Internacional.